# James D'Arcy
Richard Simon D'Arcy, posteriormente James D'Arcy, (24 de agosto de 1975) é um ator britânico.
D'Arcy é mais conhecido por seu papel como o mordomo de Howard Stark, Edwin Jarvis, na série Agente Carter e como o suspeito do assassinato de Lee Ashworth, na segunda temporada da série Broadchurch.

## Início da vida
James D'Arcy nasceu em 24 de agosto de 1975 na cidade de Amersham, Buckinghamshire. Seu pai morreu quando ele era jovem e acabou sendo criado por sua mãe Caroline, uma enfermeira, junto com sua irma Charlotte em Fulham, Londres. Ele possui família na Irlanda, Inglaterra e Escócia, sendo a maior parte dos seus parentes ingleses moradores de Midlands. Depois de concluir seus estudos no Christ's Hospital em 1991, D'Arcy foi para a Austrália por um ano, onde trabalhou no departamento de drama de uma escola em Perth, despertando assim o seu interesse por atuar. Quando voltou para Londres, ele se inscreveu para a escola de teatro, cursando assim três anos na Academia de Londres de Música e Arte Dramática, completando um BA em Atuação em 1995.
Durante seu tempo na LAMDA (Academia de Londres de Música e Arte Dramática), ele se apresentou em produções como Hércules, Como Você Gosta, o Mel Silvestre, A Liberdade da Cidade e Sherlock Holmes. Ao deixar a escola de teatro, ele disse: "Foi só quando eu terminei o curso e deixei meu diploma de formatura no ônibus que eu percebi que eu tinha me tornado um ator."

## Carreira
Suas primeiras aparições na televisão foram em pequenos papéis de séries como Testemunha Silenciosa e Dalziel e Pascoe, seguido por papéis em filmes para a televisão como Suborno e Corrupção, O Fantasma de Canterville e Casa de Gelo. Em 1997, ele ainda interpretou Blifil na minissérie The History of Tom Jones, a Foundling. Em 1999, atuou no drama Trincheira que se passa durante a I Guerra Mundial e também um pequeno papel na comédia Guest House Paradiso.
A partir de 2001, D'Arcy começou a interpretar maiores papéis e personagens importantes como Ernie Coyne em Rebelde Coração, Nicholas Nickleby em A Vida e as Aventuras de Nicholas Nickleby e Jake Martel em Revelação. Em 2002, ele interpretou o detetive Sherlock Holmes no filme para a televisão Sherlock: o Caso do Mal. Já em 2003, ele interpretou Barnaby Cáspio, no filme Jogo de Sedução, e o personagem Jim Caddon na série P. O. W. Ele também ganhou maior reconhecimento quando fez o papel de Lt. Tom Pullings em Mestre dos Mares: O Lado Mais Distante do Mundo.
Ele participou também de filmes de terror com Exorcista: O Início, An American Haunting e Rise - A Ressurreição. Ele ainda apareceu na televisão como Derek Kettering em Agatha Christie's Poirot, como Jerry Burton em Agatha Christie Marple: The Moving Finger, como Tiberius Gracchus no episódio "Revolução" de Ancient Rome: The Rise and Fall of an Empire, como Toby Clifford em Fallen Angel e como Tom Bertram em Mansfield Park.
James fez trabalhos para a BBC no rádio, tais como Tess of the durbervilles, Dracula e The Crowded Street. Ele também interpretou Duncan Atwood em Secret Diary of a Call Girl.Em 2011, ele fez o papel do Rei Edward VIII em W. E., o segundo filme dirigido por Madonna. Já em 2012, ele interpretou Rufus Sixsmith (jovem e idoso), além de dois outros pequenos papéis em filmes independentes como Cloud Atlas e Hitchcock, onde interpretou Anthony Perkins, que estrelou Norman Bates em Psicose.
D'Arcy interpretou o professor Eric Zimit em Jogos do Apocalipse, onde fez uma brilhante atuação de um professor de filosofia que realiza uma extensa experiência de pensamento em um apocalipse global com seus alunos em seu último dia na faculdade. Em meados de 2014, interpretou o papel de Lee Ashworth na segunda temporada de Broadchurch. Ele também apareceu como o principal vilão da comédia de ação Let's Be Cops, como um malvado chefe do crime de Los Angeles.
Entre janeiro de 2015 e março de 2016, D'Arcy foi do elenco regular na série de televisão Agent Carter da ABC e Marvel, que se passa na mesma linha do tempo do Universo Marvel Cinematográfico. Na série, ele interpretou Edwin Jarvis, o fiel mordomo de Howard Stark.

## Filmografia
| Ano     | Título                                          | Papel                                                       | Nota                                                  |
| ------- | ----------------------------------------------- | ----------------------------------------------------------- | ----------------------------------------------------- |
| 1996    | Silent Witness                                  | Estudante                                                   | Série (1 episódio: "Long Days, Short Nights: Part 1") |
| 1996    | Dalziel and Pascoe                              | Franny Roote                                                | Série (1 episódio: "An Advancement of Learning")      |
| 1996    | Brookside                                       | Martin Cathcart                                             | Série (1 episódio: "Things to Sort Out")              |
| 1997    | The Canterville Ghost                           | Lord Cheshire                                               | Filme para TV                                         |
| 1997    | Ruth Rendell Mysteries                          | Nicholas Hawthorne                                          | Série (2 episódios)                                   |
| 1997    | The Ice House                                   | Jonathan Maybury                                            | Filme para TV                                         |
| 1997    | Wilde                                           | Amigo                                                       |                                                       |
| 1997    | Dance to the Music of Time                      | Nicholas Jenkins                                            | Minissérie (1 episódio: "The Twenties")               |
| 1997    | The History of Tom Jones                        | Blifil                                                      | Minissérie (5 episódios)                              |
| 1998    | Norman Ormal: A Very Political Turtle           | 2º Ator Porcaria                                            |                                                       |
| 1998    | Hiccup                                          | Barry                                                       | Curta                                                 |
| 1999    | Sunburn                                         | Phil                                                        | Série (1 episódio: "Episode No.1.1")                  |
| 1999    | The Trench                                      |                                                             | Filme                                                 |
| 1999    | Guest House Paradise                            | Timothy Barker                                              |                                                       |
| 2001    | Rebel Heart                                     | Ernie Coyne                                                 | Minissérie (4 episódios)                              |
| 2001    | The Life and Adventures of Nicholas Nickleby    | Nicholas Nickleby                                           | Filme para TV                                         |
| 2001    | Revelation                                      | Jake Martell                                                |                                                       |
| 2001    | Dark Realm                                      | Dean                                                        | Série (1 episódio: "Party On")                        |
| 2002    | Come Together                                   | Jack                                                        | Filme para TV                                         |
| 2002    | Sir Gawain and the Green Knight                 | Sir Gawain                                                  | Filme para TV                                         |
| 2002    | Sherlock: Case of Evil                          | Sherlock Holmes                                             | Filme para TV                                         |
| 2003    | Jogo de Sedução                                 | Barnaby F. Caspian                                          |                                                       |
| 2003    | P.O.W                                           | Jim Caddon                                                  | Série (6 episódios)                                   |
| 2003    | Master and Commander: The Far Side of the World | Lt. Tom Pullings                                            |                                                       |
| 2004    | Exorcist: The Beginning                         | Padre Francis                                               | Filme                                                 |
| 2005    | American Haunting                               | Richard Powell                                              |                                                       |
| 2005    | Agatha Christie's Poirot                        | Derek Kettering                                             | Série (1 episódio: "The Mystery of the Blue Train")   |
| 2006    | Agatha Christie's Marple                        | Jerry Burton                                                | Série (1 episódio: "The Moving Finger")               |
| 2006    | Ancient Rome: The Rise and Fall of an Empire    | Tiberius Gracchus                                           | Série (1 episódio: "Revolution")                      |
| 2006    | Battle for Rome                                 | Tiberius Gracchus                                           | Filme para TV                                         |
| 2007    | Them                                            | Cain Johnson                                                | Filme para TV                                         |
| 2007    | Green                                           | Sy                                                          | Filme para TV                                         |
| 2007    | Fallen Angel                                    | Toby Clifford                                               | Minissérie (1 episódio: "The Judgement of Strangers") |
| 2007    | Mansfield Park                                  | Tom Bertram                                                 | TV film                                               |
| 2007    | Rise                                            | Bispo                                                       | Filme                                                 |
| 2007    | Inspector Lynley Mysteries                      | Guy Thompson                                                | Série (1 episódio: "Know Thine Enemy")                |
| 2008    | Flashbacks of a Fool                            | Jack Adams                                                  | Filme                                                 |
| 2008    | Bonekickers                                     | Capitão Roberts                                             | Série (1 episódio: "The Lines of War")                |
| 2008    | The Commander                                   | Jerry                                                       | Filme para TV                                         |
| 2009    | 'The Eastmens                                   | Dr. Peter Eastmen                                           | Filme para TV                                         |
| 2009    | Into the Storm                                  | Jock Colville                                               | Filme para TV                                         |
| 2009    | Virtuality                                      | Dr. Roger Fallon                                            | Filme para TV                                         |
| 2009–10 | Secret Diary of a Call Girl                     | Duncan                                                      | Série (8 episódios)                                   |
| 2010    | Natural Selection                               | John Henry Wilson                                           | Curta                                                 |
| 2011    | Flight of the Swan                              | Alexis                                                      |                                                       |
| 2011    | Age of Heroes                                   | Ian Fleming                                                 |                                                       |
| 2011    | Screwed                                         | Sam                                                         |                                                       |
| 2011    | W.E.                                            | Rei Edward VIII                                             | Filme                                                 |
| 2012    | In Their Skin                                   | Bobby                                                       |                                                       |
| 2012    | The Domino Effect                               | Mark                                                        |                                                       |
| 2012    | Cloud Atlas                                     | Rufus Sixsmith (novo e velho), Enfermeira James, Arquivista | Filme                                                 |
| 2012    | Hitchcock                                       | Anthony Perkins                                             | Filme                                                 |
| 2012    | Overnight                                       | Tom                                                         |                                                       |
| 2012    | The Making of a Lady                            | Capitão Alec Osborn                                         |                                                       |
| 2014    | Let's Be Cops                                   | Mossi Kasic                                                 | Filme                                                 |
| 2014    | After the Dark                                  | Mr. Zimit                                                   | Filme                                                 |
| 2014    | Those Who Kill                                  | Thomas Schaeffer                                            |                                                       |
| 2015    | Broadchurch                                     | Lee Ashworth                                                | Série                                                 |
| 2015    | Jupiter Ascending                               | Maximilian Jones                                            | Filme                                                 |
| 2015–16 | Agent Carter                                    | Edwin Jarvis                                                | Série                                                 |
| 2015    | Survivor                                        | Paul Anderson                                               |                                                       |
| 2017    | Dunkirk                                         |                                                             | Filme                                                 |

## Premiações
- Indicado ao prêmio de Excepcional Desempenho em um Papel Clássico no Ian Charleson Award em 2002 por Edward II.